# Bons Baisers de Hong Kong
Pour les articles homonymes, voir Bons baisers de....
Pour plus de détails, voir Fiche technique et Distribution.
Bons Baisers de Hong Kong est un film français réalisé par Yvan Chiffre, sorti en 1975 et mettant en vedette les Charlots.

## Synopsis

### Parodie du Gunbarrel
Le film s’ouvre sur une parodie de la séquence du Gunbarrel, dans laquelle on voit James Bond n’arrivant pas à tirer dans le canon du pistolet de l’ennemi. Ce dernier lui tire alors dessus, le tuant donc. 

### Le film en lui-même
La reine Élisabeth II est enlevée par un riche américain mégalomane (Mickey Rooney) : les services secrets britanniques demandent l'aide de leurs homologues français. Le SDECE confie alors l'affaire à quatre agents gaffeurs (les Charlots) et, pour cacher la disparition de la reine, font tenir le rôle de cette dernière par une femme de chambre qui se trouve être son sosie. L'enquête se poursuit jusqu'à Hong Kong…

## Fiche technique
- Titre : Bons Baisers de Hong Kong
- Réalisation : Yvan Chiffre
- Scénario : Yvan Chiffre et Christian Fechner
- Musique : Les Charlots (Gérard Rinaldi, Jean Sarrus, Gérard Filipelli, Jean-Guy Fechner)
  - Chanson du générique From Hong-Kong with Love interprétée par Les Charlots.
  - James Bond Theme interprétée par John Barry.
  - Georges Superstar écrite par Gérard Rinaldi et interprétée par Mickey Rooney
- Décors : Jacques Bufnoir
- Photographie : Walter Wottitz
- Cascades : Rémy Julienne
- Montage : Robert et Monique Isnardon
- Production : Christian Fechner
- Studios : Paris-Studios-Cinéma (Studios de Billancourt)
- Pays de production :  France
- Langues originales : français et anglais
- Format : couleur - 2,35:1 - 35 mm - Mono
- Genre : comédie
- Durée : 97 minutes[1]
- Date de sortie :
  - France : 17 décembre 1975
- Sortie en DVD : 7 octobre 2002 chez Studiocanal
- Affiche : Clément Hurel (France)

## Distribution
- Les Charlots :
  - Gérard Rinaldi : Gérard alias agent 023 du SDECE
  - Gérard Filippelli : Phil alias agent 024 du SDECE
  - Jean Sarrus : Jean alias agent 025 du SDECE
  - Jean-Guy Fechner : Jean-Guy alias agent 022 du SDECE
- Mickey Rooney : Marty
- Clifton James : Bill, agent de la CIA
- Shang Kuan Ling-feng : tigresse Li
- David Tomlinson : Sir John Mac Gregor
- Huguette Funfrock : Madame Loubet / la reine Élisabeth II
- Thick Wilson : Fatty
- Leroy Haynes : Blacky
- Louis Seigner : Vannier, chef du SDECE
- Léon Zitrone : l'espion français de Hong-Kong
- Bernard Lee : David Morton alias M, chef du MI6
- Lois Maxwell : Miss Moneypenny
- Alan Adair : Lord au début du film
- Víctor Israel : Victor
- André Badin : le conducteur
- Philippe Castelli : le policier
- Jean-Louis Durher : l'assistante de G.I. américain
- André Pousse : René
- Jacques Marin : le gradé de la police sur la vedette fluviale
- Bernard Ranvier : Alistair (Adolf Hitler)
- Arch Taylor : un G.I. américain
- Yuen Siu-tien : vieux Fu
- Briana Deane : une danseuse
- Jodie Pretty : poupée robotique
- Jeane Manson : la star

Non crédités
- Grégoire Aslan
- Esther : un modèle noir
- Christian Fechner : spectateur à la corrida
- Dominique Hulin : l'homme dans le bar
- Jimmy Karoubi : employé de l'hôtel
- Richard M. Dixon : Richard Nixon
- Jean Mersant : James Bond

## Autour du film
- Le film se veut une parodie de James Bond, avec notamment une apparition du patron de James Bond, M, et de la secrétaire Miss Moneypenny joués respectivement par Bernard Lee et Lois Maxwell, les acteurs des films officiels d'EON Productions.

- Lors de la discussion entre M et Miss Moneypenny, on apprend que leur meilleur agent, un certain James, apparemment James Bond, est mort trois ans plus tôt. Cela correspondrait donc à l'année de sortie du film Les diamants sont éternels en 1971, le dernier des films officiels d'EON Productions où Sean Connery tint le rôle de James Bond avant de passer le relais à Roger Moore. Le changement de l'acteur original peut donc être interprété comme une mort symbolique du personnage du point de vue des scénaristes du film.

- Le rôle de Bill, l'agent de la CIA est tenu par l'acteur américain Clifton James, lequel est connu pour avoir également joué le rôle du Shérif J.W. Pepper dans les deux premiers films avec Roger Moore de la série James Bond, Vivre et laisser mourir (1973) et L'Homme au pistolet d'or (1974).

- On entend aussi la musique James Bond Theme de Monty Norman.

- C'est la dernière fois que l'on verra jouer Jean-Guy Fechner aux côtés des Charlots, à la suite d'un différend entre eux et leur producteur Christian Fechner (frère de Jean-Guy).

- Le film a été tourné sur la ligne de Richelieu à Chinon avec la locomotive à vapeur 130B476 pour la scène du train[2], à Paris, en Angleterre à Londres, en Espagne à Madrid et en Chine à Hong Kong.

- La Chanson interprétée dans le film par Mickey Rooney a été écrite par Gérard Rinaldi et ce dernier l'interprète dans la face B du 45 tours de la Bande Originale du film.

- Bons Baisers de Hong Kong marque le retour de Mickey Rooney dans un film d'envergure internationale, après l'une des nombreuses périodes de traversée du désert qui émaillent sa carrière[3].